# جوليا كارتر ألدريش
جوليا كارتر ألدريش (بالإنجليزية: Julia Carter Aldrich)‏ هي كاتِبة أمريكية، ولدت في 28 يناير 1834 في مقاطعة كولومبيانا في الولايات المتحدة، وتوفيت في 26 أغسطس 1924 في واوسون في الولايات المتحدة.